# Pogoniulus bilineatus
Pogoniulus bilineatus là một loài chim trong họ Lybiidae.